# Хімічний комплекс у Баррейру-і-Лаврадіо
Хімічний комплекс у Баррейру-і-Лаврадіо – потужний хімічний майданчик, що знаходиться дещо південніше португальської столиці Лісабону.
Створена в 1867 році Companhia União Fabril (CUF) протягом кількох десятиліть займалась виробництвом свічок, мила та рослинних олій у лісабонському районі Алькантара. Після укладеної в 1898-му угоди про злиття з Companhia Aliança Fabril (об’єднана компанія продовжила діяльність як CUF) нове керівництво зацікавилось виробництвом добрив, для чого закуповували сульфатну кислоту у заводу в Повуа-де-Санта-Ірія. Втім, зростаючий попит на суперфосфат невдовзі призвів до рішення створити власне повномасштабне виробництво цього добрива, яке вирішили розмістити на новій ділянці в парафії Баррейру-і-Лаврадіо (на протилежному від Лісабону березі естуарію Тахо).
Майданчик в Баррейру почав діяльність у 1908-му з традиційної для CUF переробки відходів віджиму оливкової олії, з яких отримували кислоти для виробництва мила. Втім, вже у 1909-му стали до ладу перші потужності з випуску суперфосфату. Сульфатну кислоту продукували за рахунок спалювання піритів, постачених з копальні Сан-Домінго (São Domingos, провінція Алентежу), після чого шляхом обробки цією кислотою імпортованих з Північної Африки фосфоритів отримували цільовий продукт. В 1910-му ввели в дію власний портовий термінал, що обслуговував прийом піритів та фосфоритів, а також забезпечував вивіз готової продукції.
Первісно майданчик міг продукувати 30 тонн кислоти на добу, проте вже у 1911-му ввели в дію нові потужності (і цей процес тривав і надалі). Того ж 1911-го запустили отримання міді з піритів шляхом вилуговування, в 1912-му розпочали виробництво соляної кислоти та сульфату натрію (обидва ці продукти можливо отримати обробкою хлориду натрію сульфатною кислотою), а в 1913-му запустили продукування сульфату міді (мідний купорос, традиційно використовувався як пестицид для обробки виноградників). Втім, найбільшим виробництвом залишався суперфосфатний напрямок, який напереродні Першої світової війни вже мав потужність у 100 тисяч тонн на рік (для порівняння, на початку 1900-х наявні у Португалії два виробники сукупно випускали біля 8 тисяч тонн на рік).
В 1929 році загальне виробництво суперфосфату в Португалії склало 185 тисяч тонн, з яких 63% припадало на завод у Баррейру-і-Лаврадіо.
В 1950-х роках почали випускати фосфорну кислоту (так само отримують шляхом обробки фосфоритів сульфатною кислотою). Це давало можливість продукувати потрійний суперфосфат (результат розкладу фосфоритів фосфорною кислотою).
На початку 1950-х років організували випуск азотного добрива – сульфату амонію (продукт реакції аміаку та сульфатної кислоти). Необхідний для цього аміак спершу доправляли з заводу у Алферрареді, а в 1961-му запустили власну лінію виробництва аміаку потужністю 210 тонн на добу, що споживала як сировину naphtha (суміш рідких вуглеводнів, що більш-менш відповідає газовому конденсату). В той же час, асортимент азотних добрив розширився за рахунок кальцій-аміачної селітри (суміш кальцієвої та амонійної солей нітратної кислоти, при цьому останню також продукують з аміаку) та сечовини (продукт реакції аміаку та діоксиду вуглецю). Є відомості, що запуск виробництв азотної кислоти та сечовини припав на 1963 рік.
Станом на 1978 рік річна потужність комплексу в Баррейру-і-Лаврадіо складала 250 тисяч тонн суперфосфату, 180 тисяч тонн потрійного суперфосфату, 200 тисяч тон сульфату амонію, 100 тисяч тонн кальцій-аміачної селітри, 50 тисяч тонн сечовини та 370 тисяч тонн комплексних добрив. Потужність по проміжним продуктам становила 70 тисяч тонн аміаку, 55 тисяч тонн нітратної кислоти та 62 тисячі тонн нітрату амонію, при цьому доводилось закуповувати біля 75 тисяч тонн аміаку на рік з заводу в Кабу-Руйву (у Лісабоні, звідки аміак доправляли через естуарій Тахо на баржах).
Енергетичні потреби розширеного комплексу з кінця 1970-х покривала ТЕЦ Баррейру.
В 1975-му унаслідок злиття хімічних бізнесів кількох компаній завод став належати концерну Quimica de Portugal (Quimigal). В 1990-х з останнього виділили напрямок добрив в компанію Adubos de Portugal, яка після придбання в 2009 році іспанським концерном Fertiberia діє під назвою Fertilizantes, S.A. (ADP).
В 1984-му на заміну старому цеху аміаку запустили новий, що мав добову потужність у 900 тонн та використовував як сировину важку фракцію нафти. Враховуючи склад сировини, отриманий в технологічному процесі синтез-газ містив суттєві обсяги сірководню, за рахунок утилізації якого могли виробляти 25 тисяч тонн сульфатної кислоти на рік. В межах проекту модернізації в 1982-му також наростили потужності по випуску сечовини з 150 до 270 тонн на добу і ввели в дію нові цеха нітратної кислоти та нітрату амонію.
В середині 1990-х продукування фосфорної кислоти у Баррейру-і-Лаврадіо припинилось. Також відомо, що станом на 2006 рік потужності Adubos de Portugal з виробництва фосфорних добрив рахувались лише як 56 тисяч тонн суперфосфату на рік (а що стосується комплексних добрив, то їх продукували лише в Сетубалі). На цей же час єдиним виробництвом сульфатної кислоти, що продовжувало діяльність, залишалась утилізація сірководню при синтезі аміаку.
В 2008-му завод аміаку в Баррейру-і-Лаврадіо закрили (є відомості, що його обладнання перемістили на якийсь із індійських заводів), тоді ж припинили й випуск сечовини. Втім, на основі привозного аміаку майданчик продовжував випуск нітратної кислоти (добова потужність 600 тонн), нітрату амонію (у вигляді розчину з концентрацією 88% – 93% та добовою потужністю 520 тонн), суміші сечовини та нітрату амонію (потужність 354 тонни на добу). Частина нітрату амонію постачалась на заводи в Альверку та Сетубалі.